# Иерархическая временная память
Иерархическая Временная Память (англ. Hierarchical temporal memory, HTM) — это частная модель мозга. Разработана Джеффом Хокинсом и Дилипом Джоржом из компании Numenta, Inc.  Она  моделирует некоторые структурные и алгоритмические свойства неокортекса. HTM модель базируется на теории память-предсказание мозговой функции описанной Джеффом Хокинсом в его книге «Об интеллекте» 2004 года. HTM описываются как биомиметические модели предположения причин интеллектом.

## Принципы работы
HTM — это система памяти, она не программируется, не учится выполнять различные алгоритмы для различных проблем, она «учится» решать проблему. Всё зависит от того какие данные ей подавались на сенсоры. HTM похожи на Байесовские сети, но отличаются тем как используется время, иерархия и внимание.
Главные способности HTM заключаются в способности обнаруживать причины и выдвигать гипотезы о причинах.